# Intelligent Music Project
Intelligent Music Project est un supergroupe bulgare fondé en 2012 par l'homme d'affaires Milen Vrabevski.
Ils représenteront la Bulgarie au concours Eurovision de la chanson 2022 avec leur chanson Intention.

## Histoire
Le supergroupe a été fondé par l'homme d'affaires bulgare Milen Vrabevski et a présenté des artistes comme Simon Phillips, John Payne, Carl Sentance, Bobby Rondinelli et Todd Sucherman. Ils ont sorti leur premier album en 2012. Leur chanteur principal actuel est le chanteur de rock chilien Ronnie Romero.
En novembre 2021, il a été révélé par la télévision nationale bulgare qu'ils avaient été sélectionnés pour représenter la nation au concours Eurovision de la chanson 2022 à Turin. Leur titre, Intention, est sortie le 5 décembre. Le groupe est composé du chanteur Ronnie Romero, Bisser Ivanov, Slavin Slavcev, Ivo Stefanov, Dimitar Sirakov et Stoyan Yankoulov. Yankoulov a déjà représenté la Bulgarie en 2007 et 2013.

## Discographie

### Albums studio
- 2012 : The Power of Mind
- 2014 : My Kind o' Lovin'
- 2015 : Touching the Divine
- 2018 : Sorcery Inside
- 2020 : Life Motion
- 2021 : The Creation

### Singles
- 2020 : Every Time
- 2020 : I Know
- 2021 : Listen
- 2021 : Sometimes & Yesterdays That Mattered
- 2021 : Intention